# Viðgelmir

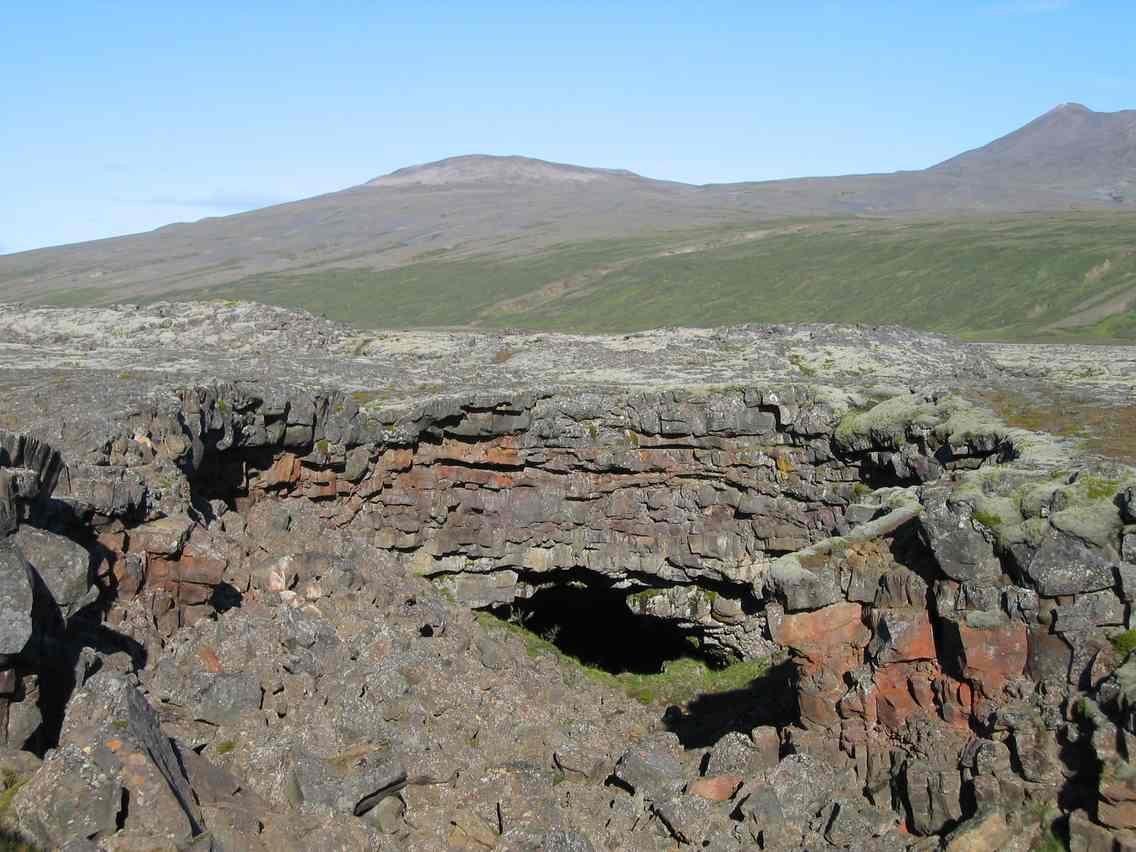
Deckeneinbruch und Zugang der Höhle im Lavafeld Hallmundarhraun

Die Lavahöhle Viðgelmir liegt 2 Kilometer vom Hof Fljótstunga entfernt im Lavagebiet Hallmundarhraun im Westen Islands. Mit einer Gesamtganglänge von 1585 Metern und einem Volumen von 148.000 Kubikmeter zählt sie neben der Surtshellir zu einer der größten Höhlen Islands.
Die Höhle ist zum Teil touristisch erschlossen und kann im Rahmen einer Führung besichtigt werden.